# Abc-гіпотеза

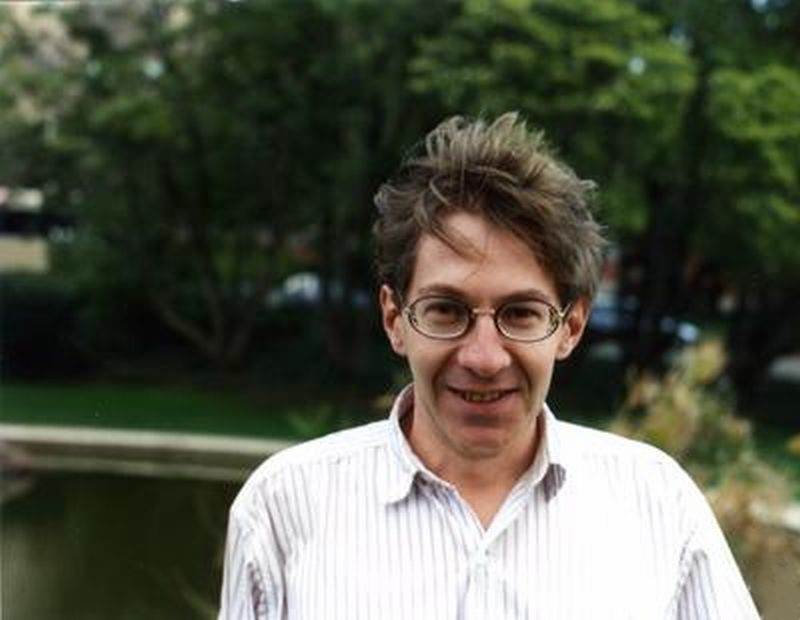
Математик Джозеф Остерле

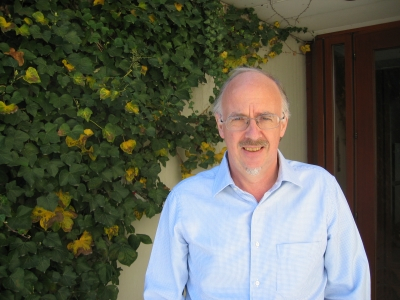
Математик Девід Массер

Abc-гіпотеза (також відома як гіпотеза Остерле — Массера) — це гіпотеза розділу теорії чисел, яка виникла як результат дискусій Джозефа Остерле та Девіда Массера в 1985 році   Вона виражається в термінах трьох натуральних чисел a, b і c (звідси й назва), які є взаємно простими та задовольняють умову a + b = c. Гіпотеза по суті стверджує, що добуток різних простих множників abc зазвичай не набагато менший за c. Низка гіпотез і теорем теорії чисел випливають безпосередньо з abc-гіпотези або її версій. Математик Доріан Ґолдфельд описав цю гіпотезу як «найважливішу нерозв'язану проблему діофантового аналізу».
Abc-гіпотеза виникла як результат спроб Остерле та Массера зрозуміти гіпотезу Шпіро про еліптичні криві, що включає у своє твердження більше геометричних структур, ніж abc-гіпотеза. Було доведено, що abc-гіпотеза еквівалентна модифікованій гіпотезі Шпіро.
Було зроблено багато спроб довести abc-гіпотезу, але наразі жодна з них не прийнята повністю математичною спільнотою, і станом на 2020 рік вона все ще вважається недоведеною.

## Формулювання
Перш ніж сформулювати гіпотезу, слід ввести поняття радикала цілого числа: для натурального числа n радикал n, позначається rad(n), є добутком різних простих множників n. Наприклад:

Якщо a, b і c є взаємно простими натуральними числами, такими що a + b = c, виявляється, що «зазвичай» c < rad(abc). Abc-гіпотеза має справу з винятками. Зокрема, в ній зазначено, що:
Еквівалентне формулювання:
Еквівалентно (використовуючи позначення o-маленьке):
Четверте еквівалентне формулювання гіпотези включає у себе поняття якості q (a, b, c) трійки (a, b, c), що визначається як
Наприклад:
q(3, 125, 128) = log(128) / log(rad(3·125·128)) = log(128) / log(30) = 1.426565...

Типова трійка (a, b, c) взаємно простих натуральних чисел з умовою a + b = c матиме c < rad(abc), тобто q (a, b, c) < 1. Трійки з q > 1, такі як наведені у другому прикладі, доволі особливі, вони складаються з чисел, які діляться на великі степені малих простих чисел. Третє формулювання:
Оскільки відомо, що існує нескінченна кількість трійок (a, b, c) взаємно простих натуральних чисел з умовою a + b = c таких, що q (a, b, c) > 1, то гіпотеза передбачає, що лише скінченна кількість із них мають q > 1,01 або q > 1,001 або навіть q > 1,0001 тощо. Зокрема, якщо гіпотеза вірна, то має існувати така трійка (a, b, c), яка досягає максимально можливої якості q (a, b, c).

## Приклади трійок з малим радикалом
Умова ε > 0 є необхідною, оскільки існує нескінченна кількість трійок a, b, c з c > rad(abc). Наприклад, нехай
Ціле число b ділиться на 9:
Використовуючи цей факт, виконуються такі обчислення:
Замінивши експоненту 6 n іншими експонентами, змусивши b мати більші квадратичні множники, співвідношення між радикалом і c можна зробити як завгодно малим. Зокрема, нехай p > 2 є простим числом і розглянемо
Тепер можна стверджувати, що b ділиться на p 2 :
Останній крок використовує той факт, що p 2 ділить 2 p (p −1) − 1. Це напряму випливає з малої теореми Ферма, яка стверджує, що для p > 2, 2 p −1 = pk + 1 для деякого цілого числа k. Піднесення обох частин до степеня p показує, що 2 p (p −1) = p 2 (…) + 1.
А тепер подібними обчисленнями, як описано вище, отримуємо:
Нижче наведено список трійок найвищої якості (трійок з особливо малим радикалом відносно c); найвищу якість, 1,6299, виявив Ерік Рейссат (Lando та Zvonkin, 2004) для
Abc-гіпотеза має велику кількість наслідків. До них належать як відомі результати (деякі з яких були доведені окремо уже після того, як гіпотеза була висловлена), так і гіпотези, для яких вона дає умовне доведення. Серед наслідків:
- Теорема Рота про діофантову апроксимацію алгебраїчних чисел.[7] [6]
- Гіпотеза Морделла (уже доведена Гердом Фалтінгсом).[8]
- Як еквівалент, гіпотеза Войта в розмірності 1.[9]
- Гіпотеза Ердеша–Вудса, яка допускає кінцеву кількість контрприкладів.[10]
- Існування нескінченної кількості невіферіхових простих чисел у кожній основі b > 1.[11]
- Слабка форма гіпотези Маршалла Холла про відокремлення квадратів і кубів цілих чисел.[12]
- Велика теорема Ферма має відомий складний доказ Ендрю Вайлза. Однак це випливає легко, принаймні для {\displaystyle n\geq 6}, від ефективної форми слабкої версії гіпотези abc. Гіпотеза abc говорить, що lim sup набору всіх якостей (визначених вище) дорівнює 1, що передбачає набагато слабше твердження про те, що існує кінцева верхня межа для якостей. Припущення, що 2 є такою верхньою межею, достатньо для дуже короткого доказу останньої теореми Ферма для {\displaystyle n\geq 6}.[13]
- Гіпотеза Ферма-Каталана, узагальнення останньої теореми Ферма щодо степенів, які є сумами степенів.[14]
- L -функція L (s, χ d), утворена за допомогою символу Лежандра, не має нуля Зігеля, враховуючи уніфіковану версію abc-гіпотези у числових полях, а не лише abc-гіпотезу, як сформульовано вище для раціональних цілих чисел.[15]
- Многочлен P (x) має лише скінченну кількість досконалих степенів для всіх цілих чисел x, якщо P має принаймні три прості нулі.[16]
- Узагальнення теореми Тідждемана щодо кількості розв'язків y m = x n + k (теорема Тідждемана відповідає випадку k = 1) і гіпотези Піллаї (1931) щодо кількості розв'язків Ay m = Bx n + k.
- Як еквівалент, гіпотеза Гранвіля–Ланжевена, що якщо f є бінарною формою без квадратів степеня n > 2, то для довільного дійсного β > 2 існує константа C (f, β), така що для всіх взаємно простих цілих чисел x, y, радикал f (x, y) перевищує C · max{| х |, | y |} n − β.[17]
- Як еквівалент, модифікована гіпотеза Шпіро, яка дасть межу rad(abc) 1,2+ ε.[1]
- Dąbrowski, (1996) показав, що гіпотеза abc означає, що діофантове рівняння n ! + A = k 2 має лише скінченну кількість розв'язків для будь-якого даного цілого числа A.
- Існує ~ c f N додатних цілих чисел n ≤ N, для яких f (n)/B' є вільним від квадратів, де c f > 0 додатна константа, визначена як: [18]{\displaystyle c_{f}=\prod _{{\text{prime }}p}x_{i}\left(1-{\frac {\omega \,\!_{f}(p)}{p^{2+q_{p}}}}\right).}
- Гіпотеза Біла, узагальнення великої теореми Ферма, яка припускає, що якщо A, B, C, x, y та z є натуральними числами з A x + B y = C z та x, y, z > 2, то A, B, і C мають спільний простий множник. Гіпотеза abc означатиме, що існує лише кінцева кількість контрприкладів.
- Гіпотеза Ленга, нижня межа для висоти раціональної точки без кручення еліптичної кривої.
- Від'ємний розв'язок проблеми Ердеша–Улама на щільних множинах евклідових точок із раціональними відстанями.[19]
- Ефективний варіант теореми Зігеля про цілі точки на алгебраїчних кривих.[20]

## Теоретичні результати
Abc-гіпотеза передбачає, що c може бути обмежено зверху майже лінійною функцією радикала abc. Відомо, що межі є експоненціальними. Зокрема, було доведено такі межі:
У даних межах K 1 і K 3 є константами, які не залежать від a, b чи c, а K 2 є константою, яка залежить від ε (ефективно обчислюваним способом), але не залежить від a, b або c. Межі застосовуються до будь-яких трійок, для яких c > 2.

## Результати обчислень
У 2006 році математичний факультет Лейденського університету в Нідерландах спільно з нідерландським науковим інститутом Kennislink запустив проєкт ABC@Home, грід- обчислювальну систему, метою якої є виявлення додаткових трійок a, b, c з rad(abc) < c. Хоча жоден скінченний набір прикладів чи контрприкладів не може довести чи спростувати abc-гіпотезу, є сподівання, що закономірності в трійках, які будуть виявлені цим проєктом, приведуть до глибшого розуміння цієї гіпотези.
| qc       | q > 1      | q > 1.05  | q > 1.1 | q > 1.2 | q > 1.3 | q > 1.4 |
| -------- | ---------- | --------- | ------- | ------- | ------- | ------- |
| c < 102  | 6          | 4         | 4       | 2       | 0       | 0       |
| c < 103  | 31         | 17        | 14      | 8       | 3       | 1       |
| c < 104  | 120        | 74        | 50      | 22      | 8       | 3       |
| c < 105  | 418        | 240       | 152     | 51      | 13      | 6       |
| c < 106  | 1,268      | 667       | 379     | 102     | 29      | 11      |
| c < 107  | 3,499      | 1,669     | 856     | 210     | 60      | 17      |
| c < 108  | 8,987      | 3,869     | 1,801   | 384     | 98      | 25      |
| c < 109  | 22,316     | 8,742     | 3,693   | 706     | 144     | 34      |
| c < 1010 | 51,677     | 18,233    | 7,035   | 1,159   | 218     | 51      |
| c < 1011 | 116,978    | 37,612    | 13,266  | 1,947   | 327     | 64      |
| c < 1012 | 252,856    | 73,714    | 23,773  | 3,028   | 455     | 74      |
| c < 1013 | 528,275    | 139,762   | 41,438  | 4,519   | 599     | 84      |
| c < 1014 | 1,075,319  | 258,168   | 70,047  | 6,665   | 769     | 98      |
| c < 1015 | 2,131,671  | 463,446   | 115,041 | 9,497   | 998     | 112     |
| c < 1016 | 4,119,410  | 812,499   | 184,727 | 13,118  | 1,232   | 126     |
| c < 1017 | 7,801,334  | 1,396,909 | 290,965 | 17,890  | 1,530   | 143     |
| c < 1018 | 14,482,065 | 2,352,105 | 449,194 | 24,013  | 1,843   | 160     |

Станом на травень 2014 року ABC@Home знайшов 23,8 мільйона трійок.
| Rank | q      | a       | b         | c         | Відкрили                                           |
| ---- | ------ | ------- | --------- | --------- | -------------------------------------------------- |
| 1    | 1.6299 | 2       | 310·109   | 235       | Eric Reyssat                                       |
| 2    | 1.6260 | 112     | 32·56·73  | 221·23    | Benne de Weger                                     |
| 3    | 1.6235 | 19·1307 | 7·292·318 | 28·322·54 | Єжи Бровкін, Юліуш Бжезинський                     |
| 4    | 1.5808 | 283     | 511·132   | 28·38·173 | Єжи Бровкін, Юліуш Бжезинський, Abderrahmane Nitaj |
| 5    | 1.5679 | 1       | 2·37      | 54·7      | Benne de Weger                                     |

Примітка: якість q (a, b, c) трійки (a, b, c) визначена вище.

## Уточнені форми, узагальнення та відповідні твердження
Гіпотеза abc є цілочисельним аналогом теореми Мейсона–Стозерса для поліномів.
Сильніша гіпотеза, запропонована Baker, (1998), стверджує, що в гіпотезі abc можна замінити rad(abc) на
де ω — загальна кількість різних простих чисел, що ділять a, b і c. 
Ендрю Гранвіль помітив, що мінімум функції {\displaystyle {\big (}\varepsilon ^{-\omega }\operatorname {rad} (abc){\big )}^{1+\varepsilon }} для {\displaystyle \varepsilon >0} виникає при {\displaystyle \varepsilon ={\frac {\omega }{\log {\big (}\operatorname {rad} (abc){\big )}}}.}
Це надихнуло Baker, (2004) запропонувати чіткішу форму abc-гіпотези, а саме:
де κ є абсолютною константою. Після кількох обчислювальних експериментів він виявив, що значення {\displaystyle 6/5} було допустимим для κ. Ця версія називається "явною гіпотезою abc ".
Бейкер, (1998) також описав гіпотези Ендрю Гранвілья що б дало верхню межу на c виду:
де Ω(n) — загальна кількість простих множників n, і
де Θ(n) — кількість цілих чисел до n, які діляться лише на прості числа, що ділять n.
Роберт, Стюарт та Тенанбаум, (2014) запропонували більш точну нерівність базуючись на Роберт та Тенанбаум, (2013).
Нехай k = rad(abc). Вони припустили, що існує константа C1 така що
виконується, тоді коли існує стала C 2 така, що
виконується нескінченно часто.
Броукін та Бжезинський, (1994) сформулювали n- гіпотезу—версію abc гіпотезу для цілих чисел n > 2.

## Заявлені доведення
Люсьєн Шпіро запропонував рішення в 2007 році, але невдовзі у ньому знайшли помилку.
З серпня 2012 року Шінічі Мочізукі заявив про доведення гіпотези Шпіро, а отже, abc-гіпотези. Він випустив серію з чотирьох препринтів, які включали нову теорію, яку він назвав міжуніверсальною теорією Тейхмюллера (IUTT), яка в подальшому застосовується для підтвердження abc-гіпотези. Статті не були прийняті математичною спільнотою як докази гіпотези. Це відбулося не лише через їхню довжину та складність розуміння, а й тому, що принаймні один конкретний момент у аргументації був визначений як прогалина деякими іншими експертами. Незважаючи на те, що кілька математиків ручалися за правильність доведення і намагалися показати своє розуміння через семінари на IUTT, їм не вдалося переконати спільноту математиків теорії чисел.
У березні 2018 року Пітер Шольце та Якоб Стікс відвідали Кіото для обговорення з Мочізукі. Хоча вони не усунули розбіжності, вони чіткіше їх сформулювали. Шольце та Стікс написали звіт, в якому пояснювали помилку в логіці доведення та стверджували, що отримана прогалина була «настільки серйозною, що … невеликі зміни не врятують стратегію доказу»; Мочізукі стверджував, що вони неправильно зрозуміли життєво важливі аспекти теорії та зробили некоректні спрощення.
3 квітня 2020 року двоє математиків з Кіотського науково-дослідного інституту, де працює Мочізукі, оголосили, що заявлене ним доведення буде опубліковано в публікаціях науково-дослідного інституту математичних наук, журналі інституту. Мочізукі є головним редактором цього журналу, але він відмовився від рецензування даної статті. Кіран Кедлая та Едвард Френкель сприйняли цю заяву зі скептицизмом, а журнал Nature описав її як «навряд чи приведе багатьох дослідників до табору Мочізукі». У березні 2021 року доведення Мочізукі було опубліковано в RIMS.